# 이겨레
이겨레(1986년 3월 11일 ~ )는 대한민국의 미스코리아 출신 방송인이다.

## 학력
- 서울여자대학교 한국어문학이론 차석

## 방송 경력
- 웨더뉴스 소라이브 코리아[2]
- OBS경인TV MC
- 한국경제TV 외신캐스터
- 티브로드 스포츠 매거진 MC
- 2014년 코리아 드라마 페스티벌 MC

## 광고
- 해피캐피

## 수상
- 2007년 미스코리아 대구 진(眞)